# Урсоаја (Васлуј)
Урсоаја (рум. Ursoaia) насеље је у Румунији у округу Васлуј у општини Иванешти. Oпштина се налази на надморској висини од 197 m.

## Становништво
Према подацима из 2002. године у насељу је живело 333 становника, од којих су сви румунске националности.